# Bureau of Reclamation
Das Bureau of Reclamation (früher der United States Reclamation Service) (wörtlich übersetzt: „Büro für Landgewinnung“ oder „Urbarmachung“) ist eine Behörde unter dem Dach des Innenministeriums der Vereinigten Staaten, die für die Wasserwirtschaft und Wasserversorgung zuständig ist. Insbesondere hat sie die Aufsicht über zahlreiche Wasserversorgungsprojekte, Wasserspeicher, Wasserverteilungseinrichtungen und Wasserkraftprojekte im westlichen Teil der USA, und baut sowie betreibt sie teilweise. Sie entspricht in etwa einem Wasserverband in Deutschland. Sitz der Behörde ist in Washington, ihr Budget betrug im Jahr 2018 1,513 Milliarden US-Dollar (rund 1,281 Milliarden Euro bzw. 1,480 Milliarden Schweizer Franken).

## Gründung
Im Juli 1902 gründete der amerikanische Innenminister Ethan Allen Hitchcock in Übereinstimmung mit dem Reclamation Act den United States Reclamation Service innerhalb des United States Geological Survey (USGS). Der neue Reclamation Service untersuchte potentielle Wasserentwicklungsprojekte in allen westlichen Staaten der USA, in denen es öffentliches Land im Bundesbesitz gab. Einkünfte aus dem Verkauf von bundeseigenen Grundstücken war auch die anfängliche Finanzierungsquelle des Programms. Weil in Texas aus historischen Gründen kein öffentliches Land im Bundesbesitz existierte, wurde es erst 1906 Mitglied, nachdem der Kongress ein spezielles Gesetz dafür erlassen hatte.

## Geschichte

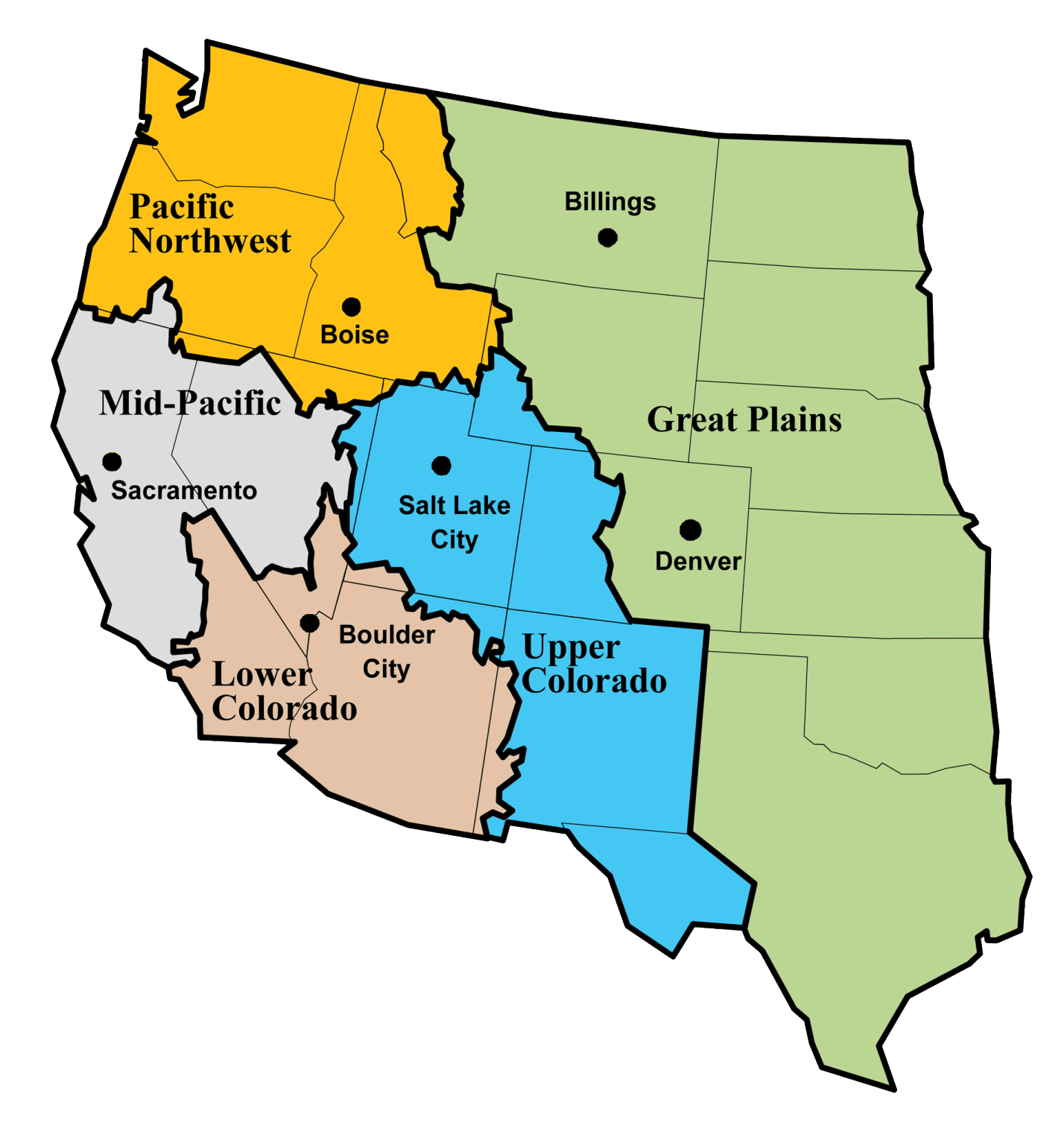
Zuständigkeiten der Regionalbüros des United States Bureau of Reclamation

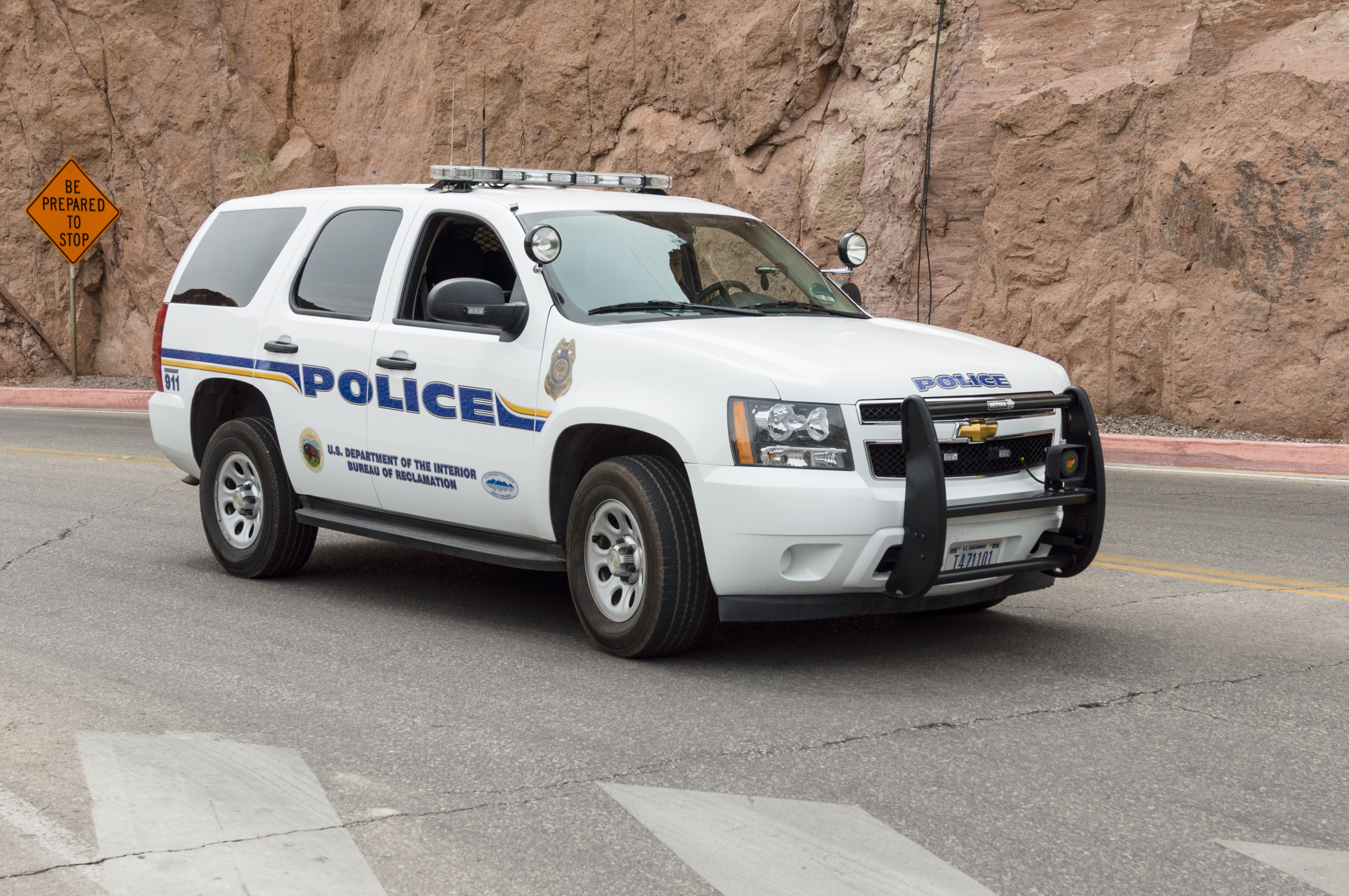
Polizeiwagen des Bureau of Reclamation am Hoover Dam

Zwischen 1902 und 1907 begann der Reclamation Service mit etwa 30 Projekten. 1907 trennte das Innenministerium den Reclamation Service vom USGS und schuf eine unabhängige Behörde unter seinem Dach. Frederick Haynes Newell wurde der erste Direktor des neuen Büros.
In den ersten Jahren gab es viele Probleme: Böden waren ungeeignet für den Bewässerungsfeldbau, wegen Spekulationen gab es nur wenige Siedler, die sich niederließen, Zahlungstermine wurden nicht eingehalten, weil die Kosten für Landvorbereitung und Bauwerke hoch waren, Siedler waren unerfahren mit bewässertem Land, Drainage  war erforderlich, teilweise konnte nur minderwertiges Getreide angebaut werden. 1923 wurde die Einrichtung in Bureau of Reclamation umbenannt. 1924 wurde ein Bericht (der Fact Finder’s Report) verfasst, der die Unruhe unter den Siedlern und die finanziellen Probleme erfasste und lösen sollte.
1928 beschloss der Kongress das Boulder-Canyon-Projekt (Hoover Dam, All-American Canal), und nun flossen erstmals große Fördermittel aus der Staatskasse in das Reclamation-Projekt. Der Beschluss kam erst nach einer harten Debatte über die Vor- und Nachteile öffentlicher und privater Finanzierung zustande.
Die Blütezeit für das Bureau of Reclamation war während der Großen Depression und in den 35 Jahren nach dem Zweiten Weltkrieg. Von 1941 bis 1947 führte der „Civilian Public Service“ die Projekte weiter, die vom Krieg unterbrochen waren. Die letzten Beschlüsse für Bauprojekte gab es in den späten 1960er Jahren, während die amerikanische Umweltbewegung erstarkte und eine Opposition gegen Wasserbauprojekte entstand. Das Versagen des Teton-Staudammes bei seiner ersten Füllung 1976 verminderte die internationale Reputation des Bureau of Reclamation nicht. Dieses erste und einzige Versagen einer Talsperre des Bureaus erschütterte es dennoch sehr, worauf es sein Sicherheitsprogramm stärkte, um ähnliche Fälle in Zukunft zu vermeiden. Der Bruch des Teton-Dammes, die Umweltbewegung und Präsident Jimmy Carters als hit list bezeichnete Abkehr von großtechnischen Wasserbau-Projekten beeinflussten die Aktivitäten grundlegend.
Das Bureau of Reclamation betreibt etwa 180 Projekte in den 17 westlichen Staaten der Vereinigten Staaten. Die gesamte Investitionssumme an Bauwerken und Anlagen belief sich im Haushaltsjahr 2005 auf 22,8 Milliarden Dollar. Das Bureau of Reclamation versorgt etwa ein Drittel der Bevölkerung des amerikanischen Westens mit Wasser für Landwirtschaft, Haushalt und Industrie. Etwa 5 % der Landfläche im Westen ist bewässert, und ein Fünftel dieses Gebiets (42.500 km²) wurde 2005 versorgt. Das Bureau of Reclamation ist auch ein großer Energieversorger. 2023 hatte es 53 Kraftwerke und erzeugte mehr als 40 Milliarden Kilowattstunden an Energie.
Zwischen 1988 und 1994 wurde das Bureau of Reclamation umorganisiert, als die älteren Projekte aus den 1960er Jahren zu einem Ende kamen. Man schrieb: „Der aride Westen ist urbar gemacht worden. Die größeren Flüsse sind gezähmt und genug Anlagen sind oder werden fertig, um das dringende Verlangen nach Wasser auch in Zukunft zu befriedigen.“ Der Schwerpunkt verlagerte sich auf den Betrieb und die Wartung der bestehenden Anlagen. Die offiziellen neu definierten Aufgaben sind Management, Entwicklung und Schutz der Wasser-Ressourcen in einer ökologisch und ökonomisch einwandfreien Weise im Interesse der amerikanischen Öffentlichkeit. Gemäß dieser Neuausrichtung seiner Aufgaben und Verantwortlichkeiten hat das Bureau of Reclamation sein Personal und seinen Etat stark reduziert, bleibt aber eine bedeutende Institution im amerikanischen Westen.

## Liste der Reclamation-Projekte (Auswahl)
- Animas-La Plata Projekt
- Boulder-Canyon-Projekt
- Central Arizona Projekt Aqueduct
- Colorado-Big-Thompson-Projekt
- Columbia Basin Project
- Fryingpan-Arkansas Projekt
- Huntley-Projekt
- Klamath-Projekt
- Pick-Sloan Missouri Basin Program